# Alexander Jadassohn
Alexander Jadassohn (geboren 31. März 1873 in Leipzig; gestorben 22. Dezember 1948 in New York City) war ein deutscher Musikverleger und Kritiker.

## Leben
Alexander Jadassohn war ein Sohn Salomon Jadassohns und dessen Ehefrau Helene, geb. Friedländer. Er hatte acht Geschwister. Wie zuvor bereits seine Brüder Josef (1869–1899) und Heinrich (* 12. September 1870 in Leipzig) besuchte er von 1883 bis 1889 das Königliche Gymnasium in Leipzig. In erster Ehe war er mit Alice Fliegel verheiratet; aus der Ehe gingen zwei Kinder hervor. Seine zweite Ehe schloss er mit Dorothea Kiewitt. Ab 1902 lebte er in Berlin und 1938 floh er über die Schweiz in die USA. Dort lebte er in der West Eighty-third Street in New York und führte ein Büro der Harmonie Publishing Company.
Jadassohn gründete 1897 den Harmonie-Verlag, den er später als alleiniger Besitzer leitete. Er war außerdem Verlagsbuchhändler und Redakteur des Nord und Süd Verlags und arbeitete mit der Schlesischen Verlags-Anstalt von Salo Schottländer sowie dem Drei Masken Verlag in München zusammen. Gemeinsam mit Hans Bartsch, Max Dreyfus und Ernst Bloch gründete er 1922 den Rondo-Verlag, den er ab 1935 alleine leitete. Ferner leitete Jadassohn den Modernen Musikverlag Karl Koehler.
Jadassohns Verlage waren sehr erfolgreich. Der Harmonie-Verlag hatte in den 1930er Jahren über 20 Opern, 100 Operetten, 200 Lieder, 100 Schlager und 100 Chor- und Orchesterwerke im Programm. Der Rondo-Verlag war Vertreter amerikanischer und britischer Schlager und vermarktete auch Bühnenwerke aus Dreyfus’ New Yorker Musikverlagen.
Nach der Machtübernahme der Nationalsozialisten wurde Alexander Jadassohn aufgrund der Nürnberger Gesetze verfolgt. Außerdem galten nun zahlreiche Kompositionen, die er verlegte, als „unerwünschte“ Kunstwerke. Notenbestände, die er in Leipzig gelagert hatte, wurden beschlagnahmt und eine Übergabe der Verlage an seine Ehefrau oder seinen Stiefsohn Werner Kiewitt wurde ihm nicht erlaubt. Teile seiner Verlage wurden „arisiert“, der Rest 1934 als „nichtarisch“ aus dem Adressbuch des Deutschen Buchhandels gestrichen. 1935 wurde er aus der Reichsschrifttumskammer ausgeschlossen und 1937 wurde ihm die Tätigkeit als Verleger verboten, obwohl er zu diesem Zeitpunkt noch nicht offiziell aus der Reichsmusikkammer ausgeschlossen war. Ehe Jadassohn mit Frau und Stiefsohn nach New York floh, wo er seinen Sohn Kurt Jadassohn wiedertraf, übergab er seine Berliner Musikverlage der Obhut seines Bücherrevisors Martin Klinger und seines Angestellten Wenzel Kohlert. Klinger wurde später deportiert, Kohlert fungierte 1939 als Liquidator der Verlage. Allerdings wurde die Auflösung des Rondo-Verlags 1940 rückgängig gemacht. Er ging zusammen mit dem Harmonie-Verlag in den Besitz von Rudolf Eichmann († 1966) über, gegen den Jadassohn bzw. seine Erben später prozessierten.